# Claude Guillot-Aubry
Pour les articles homonymes, voir Guillot et Aubry.
Claude Guillot-Aubry est un architecte français, né à Joinville en 1703, et mort à Paris en 1771.

## Biographie
Il a obtenu le deuxième Grand prix à l’Académie en architecture le 24 novembre 1721, à l'âge de 19 ans, sur le sujet église de vingt-six toises en carré, sous le nom de Claude Guillot.
Claude Guillot-Aubry est devenu académicien de 2e classe de l'académie royale d'architecture en 1737, et de 1re classe en 1758. Il est souvent intervenu au cours des réunions de l’Académie sur de questions théoriques.
Il a été inspecteur général du Pavé de Paris et de ses banlieues.
Il a construit de nombreux hôtels : hôtel de Villeroy, hôtel de Conti (rue Saint-Dominique), etc.
Il a proposé un projet pour le concours lancé en 1748 pour la place de Louis XV. Son projet a été l’un des plus remarquables. Dans l’axe du Pont-Royal, il ouvrait un arc de triomphe à l’entrée de la rue du Bac avec des péristyles de part et d’autre. Ce projet a été un de ceux qui ont inspiré Ange-Jacques Gabriel. Il a été gravé par Pierre Patte pour illustrer son livre Monumens érigés en France à la gloire de Louis XV, précédés d'un tableau du progrès des arts et des sciences sous ce règne, ainsi que d'une description des honneurs et des monumens de gloire accordés aux grands hommes... et suivis d'un choix des projets qui ont été proposés pour placer la statue du roi dans les différens quartiers de Paris, paru en 1765.
En 1750, il réalisé la fontaine de la place de la république à Arnouville.
Il construit pour lui-même l'immeuble situé au no 157, rue du Temple.
Dans les documents réunis en 1763 qui lui ont permis d'obtenir la noblesse et l'ordre de Saint-Michel, il est dit : « architecte de la première classe de l'Académie royale, controlleur des Bâtiments des domaines de Sa Majesté et de l'Hôtel des Monnoyes de sa bonne ville de Paris, et inspecteur général du pavé de la même ville et des fauxbourgs et banlieue d'icelle ».
Il meurt à Paris, pendant les vacances de l'Académie, en 1771.